# Udo R. Mayer
Udo R. Mayer (* 1944) ist ein deutscher Jurist und emeritierter Professor für Arbeits- und Sozialrecht.

## Leben
Mayer wurde 1974 an der Universität Bremen zum Dr. jur. promoviert und habilitierte sich 1983 ebenda. Von 1995 bis 2005 war er C2-Professor an der Hochschule für Wirtschaft und Politik (bzw. Hamburger Universität für Wirtschaft und Politik). Anschließend lehrte er von 2005 bis 2011 als Professor für Arbeits- und Sozialrecht an der Fakultät Wirtschafts- und Sozialwissenschaften der Universität Hamburg. 2011 wurde er emeritiert.
Mayer ist wissenschaftlicher Berater der Kanzlei Trittin Rechtsanwälte. Er ist Mitglied der Industrial Labour Organisation (ILO), der Internationalen Gesellschaft für das Recht der Arbeit, und der Vereinigung Demokratischer Juristinnen und Juristen und Aufsichtsratsmitglied der Volksfürsorge Lebensversicherung. Er lehrte als Gastprofessor an den Universitäten in Cape Town, Melbourne und Sydney.

## Schriften (Auswahl)
- Arbeitnehmer im öffentlichen Dienst. Ratgeber für Beruf, Praxis und Ausbildung. Frankfurt 2000, ISBN 3-7663-2787-9.
- mit Werner Lohre und Eckart Stevens-Bartol: Lexikon Arbeitsförderung. Frankfurt 2004, ISBN 3-7663-3477-8.
- mit Thomas Backmeister und Wolfgang Trittin: Kündigungsschutzgesetz mit Nebengesetzen. Kommentar zum Kündigungsschutzgesetz und weiteren wichtigen Vorschriften des Kündigungsrechts. München 2008, ISBN 978-3-8006-3588-7.
- Mitarbeiter im Außendienst. Der Ratgeber zu arbeits-, sozial- und steuerrechtlichen Fragen. Frankfurt 2010, ISBN 978-3-7663-6075-5.